# Acordulecera stigmatica
Acordulecera stigmatica – gatunek błonkówki z rodziny Pergidae.

## Taksonomia
Gatunek ten został opisany w 1906 roku przez Friedricha Konowa pod nazwą Acorduleceros stigmaticus. Jako miejsce typowe podano brazyliski stan Pará. Syntypem jest samica. 

## Zasięg występowania
Ameryka Południowa, znany jedynie ze stanu Pará w płn. Brazylii.